# Ford Beckman
Ford Beckman (* 1952 in Columbus (Ohio); † 2014 in Tulsa (Oklahoma)) war ein amerikanischer Maler und Modedesigner.

## Leben
Ford Beckman war in den 1980er Jahren ein erfolgreicher Modedesigner in New York, bevor er sich in den 1990er Jahren komplett der freien Kunst zuwandte. Ende der 1980er Jahre bezog Beckman ein Atelier in Manhattan und hatte 1988 seine erste Einzelausstellung in New York. 1992 eröffnete Beckman seine erste Einzelausstellung in Europa in der Galerie Hans Mayer in Düsseldorf. Ford Beckmans Werke wurden unter anderem in Europa von dem Sammler Giuseppe Panza und der Sammlung Essl angekauft. Beckman war befreundet mit Cy Twombly.
Bereits Mitte der 1990er Jahre scheint die Karriere Ford Beckmans abzubrechen. Finanzielle und private Gründe ließen ihn aus der Kunstwelt in New York verschwinden. Beckman zog nach Tulsa in Oklahoma, wo er mit 62 Jahren starb.

## Einzelausstellungen (Auswahl)
- 1990: Tony Shafrazi Gallery, New York[4]
- 1992: Galerie Hans Mayer, Düsseldorf
- 1996: Kestnergesellschaft, Hannover